# Владимир Настић
Владимир Настић (Оџак, 26. фебруар 1934 – Источно Сарајево, 11. март 2010), био је српски пјесник, који је објавио више књига поезије и прозе. Добитник је награде „Блажо Шћепановић“ и Награде Прве књижевне комуне из Мостара за најбољу пјесму, у поводу Шантићевих вечери поезије. Био је потпредсједник СПКД „Просвјета“, те потпредсједник и предсједник Удружења књижевника Српске. Завод за уџбенике и наставна средства му је објавио Изабрана дјела у четири књиге. Посљедња објављена књига му је збирка поезије «Овдје живе мртви» у издању Матичне библиотеке Источно Сарајево. Умро је 11. март 2010. године у Источном Сарајеву.

## Биографија
Владимир Настић је рођен 26. фебруара 1934. године у Оџаку, код Невесиња. Његова породица се доселила на те просторе још 1920. године из Залома, села којим су у вријеме турске владавине управљали Башагићи. Настић је имао само двије године када му је мајка умрла. Основну школу је завршио у Оџаку, нижу Реалну гимназију у Невесињу, Учитељску у Мостару, а Педагошку академију и Филозофски факултет у Сарајеву. Прву збирку пјесама објавио је 1956. године и тиме стекао репутацију у књижевним круговима. Поједине пјесме превођене су му на неколико страних језика. Своје стихове је говорио свуда; на улици, у кафанама, на приредбама, на књижевним вечерима. Говорио их је напамет, те је ефекат био потпун. На тим вечерима је често говорио о Владимиру Мајаковском, Сергеју Јесењину, Блоку, Пастернаку и многим другим руским великанима.
Након завршетка Филозофског факултета почео је активније да се бави писањем пјесама. Штампа књигу за књигом, а на Сарајево је гладао као на повељан град за писце. Напредовао је. Уврштавали су га у антологије, панораме, зборнике, позивали су га на књижевне вечери. Крајем осамдесетих година клима у Сарајеву се нагло мијења, те главну ријеч добијају политичари. Тих година Настић је обајвио књигу поезије "Кад се с прољећа огласи кукавица", у којој су политичари пронашли "сумњиве и опасне стихове", који упућују на национализам. На мети су највише биле пјесме: "Стојан без главе", "Убили нам цара" и "Србија". Књига је била заплијењена, али је Настић успјео да нађе примјерак и пошаље га у Загреб Предрагу Матвејевићу, који му саопштава да није могао пронаћи ниједног елемента који би упућивао на национализам и који би некоме могао засметати. Владимир Насић је био главни и одговорни уредник дјечијег листа "Мале новине", веома читаног и цијењеног у читавој Југославији. Такође, био је и потпредесник Српског културног и просвјетног друштва "Просвјета" (шест година), а три године предсједник Удружења књижевника Српске.

## О Настићевој поезији
У својој поезији Владимир Настић се углавном надахњује мотивима из свог ужег завичаја, Херцеговине, и мотивима из урбане средине, настојећи да своју емоцију објективира у сликама у којима пјесников лирски субјект најчешће изражен у форми тзв. објективног говора. Своје искуство живота казује непосредно, лапидарно, сажетим језиком који тежи да ухвати само језгро слике. И прозним књигама, романима и причама, приказује сукоб патријархалне свијести са урбаном средином.

## Из аутобиографије
У кући се опет причало о рату. Новим ужасима. Оца су мобилисали као резервисту у Боки Которској. Чуо сам од куме Соке Чоло која је са својим мужем Савом држала дућан и једини имали радио на батерије, да су Нијемци бомбардовали Београд. Сока је гласно плакала. Те године требао сам се уписати у први разред основне школе. Ни један од мојих вршњака није се уписао. Школа је била затворена. Једнога јутра у село бануше наоружани људи у црним униформама и са латиничним «У» на капама. Многи од њих били су пијани. Отац се преко брда вратио из резерве и са собом донио пушку. «Комунисти», каже, «рекли да треба чувати оружје». Упадоше тројица усташа пред нашу кућу. Мој стриц, сакат у једну ногу, тесао је летву за ограду. Приђе му црнокошуљаш и без ријечи удари га ногом. Сриц се претури преко цјепала, ништа не изговори. «Гдје си сакрио оружје?» пита. «Нисам био у војсци, видите да сам сакат», промуца стриц. «Како ти је име?», пита усташа. «Новица», вели стриц. «А како ти је брату име?» «Марко.» «А Марко, тај нам треба.» «Гдје је, зовите га.» Усташе сатјераше чељад у кућу. «Ако не дође за пола сата све ћемо вас спалити». Замандали врата на кући. Стриц ме погледа. «Отац је на колибама, иди кажи да га тражи војска. Све му реци.» Трчао сам и у колиби затекао стрину и оца. Правио је опанке опутаре. Кажем да су дошли неки војници, да су ударили стрица и чељад закључали у кућу. «Ако не дођеш спалиће их.» «Шта ћу Митро», вели отац, «морам ићи чељад ће побити.» «Не иди, убиће те». «Боље да убију мене него сву чељад», одговори отац. Идем. Обуче капут и стави капу на главу. «Немој заврату, узми ону шкуторску. Ти остани са стрином», каже отац...